# Pauesia nopporensis
Pauesia nopporensis är en stekelart som beskrevs av Watanabe och Hajimu Takada 1965. Pauesia nopporensis ingår i släktet Pauesia och familjen bracksteklar. Inga underarter finns listade i Catalogue of Life.